# Bob Sapp
Robert (Bob) Malcolm Sapp (Colorado Springs, 22 september 1973), bijgenaamd "The Beast", is een Amerikaans K-1-vechter, worstelaar en MMA-vechter. Aanvankelijk speelde hij American football, maar in vechtsporten bleek hij meer getalenteerd.

## Carrière
- MMA-record: 12 gewonnen partijen en 20 verloren partijen
- K-1-record: 10 gewonnen partijen, 4 verloren partijen, 1 gelijke partij en 6 knock-outs
- Worstel-record: 10 partijen en daarvan 8 gewonnen partijen

Ondanks het verlies van zijn eerste wedstrijd door diskwalificatie, was Sapp aanvankelijk succesvol in de K-1. In 2002 versloeg hij tweemaal Ernesto Hoost door technische knock-out.
In de eerste helft van 2007 verloor Bobb Sapp van Remy Bonjasky in een K1-wedstrijd. Na een knock-down verwerkt te hebben kwam Sapp sterk terug en  gaf hij Bonjasky een stoot, waardoor Bonjasky op de grond viel. Sapp gaf daarop een harde stoot aan Bonjasky, terwijl die nog op de grond lag. Dit is bij MMA, waar Sapp ook aan doet, wel toegestaan maar bij K1 niet en Sapp werd daardoor gediskwalificeerd.
Op 23 juni 2007 tijdens de K1-finales in de Amsterdam Arena stelde Bob Sapp vele toeschouwers teleur doordat hij bij de partij tegen Peter Aerts al na een paar seconden neer ging en door de pijn niet tijdig kon opstaan. Sapp ging knock-out door een knie op zijn longen. Verschillende toeschouwers in de arena waren woedend. Ze reageerden met een fluitconcert en uit de vip-arrangementen werden eveneens fruitstukken naar hem gegooid.

## Film
- In 2005 had Sapp een rol in The Longest Yard, als Switowski.
- Sapp speelde in 2007 een bijrolletje in de komische film Big Stan als de overdreven vrouwelijke gevangene Big Raymond.